# Кривоклат (Илава)
Кривоклат (слч. Krivoklát) насељено је мјесто са административним статусом сеоске општине (слч. obec) у округу Илава, у Тренчинском крају, Словачка Република.

## Становништво
| Година:    | 1994. | 2004.    | 2014.    | 2024.   |
| ---------- | ----- | -------- | -------- | ------- |
| Број људи: | 327   | 288      | 250      | 218     |
| Разлика:   |       | -11,92 % | -13,19 % | -12,8 % |

| Година:    | 2023. | 2024.   |
| ---------- | ----- | ------- |
| Број људи: | 219   | 218     |
| Разлика:   |       | -0,45 % |

Према подацима о броју становника из 2024. године насеље је имало 218 становника.